# Synagoga Hercyka Zandera w Łodzi
Synagoga Hercyka Zandera w Łodzi – prywatny dom modlitwy znajdujący się w Łodzi przy ulicy Jerozolimskiej 7.
Synagoga została zbudowana w 1898 roku z inicjatywy Hercyka Zandera. Mogła ona pomieścić 30 osób. Podczas II wojny światowej hitlerowcy zdewastowali synagogę.